# Yacht Club de França
El Yacht Club de França (Yacht Club de France) és el club nàutic oficial de França. Es va fundar l'any 1867 durant el Segon Imperi Francès. El darrer monarca de França, Napoleó III, va patronitzar aquest club de manera oficial al moment de la seva fundació. El seu primer president va ser l'almirall Rigault de Genouilly que era llavors Ministre de la Marina francesa.
L'any 1891 es va formar a França un nou club nàutic, l'"Union des Yachts Français, Société d'Encouragement pour la Navigation de Plaisance". Aquest club es va fusionar amb el Yacht Club de França el 1907.
Les banderes d'aquest club estan inspirades en la bandera de la República Francesa, car el Yacht Club de França ha establert com a tradició un fort lligam entre la Marina nacional i el Yacht Club mateix.
El club ha comptat amb Jules Verne i Éric Tabarly entre els seus membres.

## Activitats
Entre altres activitats, el Yacht Club França organitza conjuntament amb el Yacht Club Italià la Copa de Giraglia, una regata que va de Saint Tropez a Gènova, passant per Giraglia, el punt més septentrional de Còrsega.